# Cicurina bryantae
Cicurina bryantae là một loài nhện trong họ Dictynidae.
Loài này thuộc chi Cicurina. Cicurina bryantae được H. Exline miêu tả năm 1936.